# 金沢誠 (歴史学者)
金沢 誠（かなざわ まこと、1917年1月3日 - 1991年12月31日）は、日本の西洋史学者。学習院大学名誉教授。専攻は近代フランス史。

## 略歴
東京出身。1939年東京帝国大学卒、回教圏研究所入所。
戦後、評論などを執筆、雑誌『スタイル』編集長。1951年学習院大学教授。1987年定年退任、名誉教授。

## 著書
- 『物語世界歴史』（偕成社、図説文庫） 1954
- 『フランス史』（創元社） 1954
- 『進むヨーロッパ』（筑摩書房、世界史の人びと5） 1955
- 『民主主義と帝国主義』（三省堂、社会科歴史文庫） 1955
- 『世界のれきし』（偕成社、絵とき百科） 1956
- 『王様と貴族の時代』（国民図書刊行会、絵で見る世界史4） 1955
- 『ヨーロッパ文明のはなし』（筑摩書房、新中学生全集） 1958
- 『歴史に残る名訓話 説得に…祝辞に…挨拶に…』（ベストセラーズ、ベストセラーシリーズ） 1970
- 『王権と貴族の宴』（河出書房新社、生活の世界歴史8） 1976、のち新版 1980、のち河出文庫 1991
- 『ナポレオン』（国土社、世界伝記文庫） 1978.9
- 『革命とロマンの世紀』（三省堂、人間の世界歴史11） 1982.5

### 共著
- 『ブルジョアの世紀』（河出書房新社、西洋史物語6） 1959
- 『教養人の世界史（中） 中世・近世』（橋口倫介共著、社会思想社、現代教養文庫） 1964
- 『年表要説 世界の歴史』（三浦一郎共編、現代教養文庫） 1968
- 『華族 明治百年の側面史』（川北洋太郎, 湯浅泰雄共編、講談社） 1968、のち北洋社 1978

## 翻訳
- 『フランス革命』（ポール・ニコル、山上正太郎共訳、白水社、文庫クセジュ） 1951
- 『カンダラこそわが故郷』（ジャン・ウーグロン、講談社） 1958
- 『ナポレオン伝』（エミール・ルードヴィッヒ、東京創元社） 1961、のち角川文庫） 1966
- 『フランス革命物語 / ナポレオン時代史』（ミニェ / ルードウィッヒ、あかね書房、少年少女世界の歴史5） 1962
- 『世界文化史物語』（ウエルズ、偕成社、少年少女世界の名著） 1964
- 『ヴェルサイユの春秋』（ジャック・ルヴロン、白水社、ドキュメンタリー・フランス史） 1987.12

## 参考
- 日本人名大辞典 金澤誠先生をお送りする 黛弘道　学習院史学 25, 1, 1987-03